# NGC 1877
NGC 1877 је расејано звездано јато у сазвежђу Златна риба које се налази на NGC листи објеката дубоког неба.
Деклинација објекта је - 69° 23' 0" а ректасцензија 5h 13m 39,0s. Привидна величина (магнитуда) објекта NGC 1877 износи 11,7 а фотографска магнитуда 12,0.